# Bomba de neutrons
La bomba de neutrons, també anomenada bomba N, bomba de radiació directa incrementada o bomba de radiació forçada és una arma nuclear del tipus fissió-fusió o termonuclear derivada de la bomba H que els Estats Units van començar a desplegaren la dècada de 1980. Són molt costoses de produir a causa de requerir triti, el qual té una vida mitjana de 12,32 anys. Tenen una limitada potència explosiva (segons la bomba entre 10 i alguns milers de kilotons de rang) i calorífica amb relació a altres armes nuclears, però amb característica superior quantitat de radioactivitat emesa. Es caracteritza per malmetre els objectius protegits amb armadura fent-la radioactiva. A més s'utilitza com a arma anti-míssils. És fals que deixi les estructures intactes mentre arrasa amb els éssers vius.
En l'instant de l'explosió de fusió, una gran quantitat de neutrons són emesos amb nivells energètics molt alts (neutrons ràpids), i per tant, amb gran capacitat de penetració, que s'utilitzen per a fissionar el material físsil (U-235 o U-238) amb l'ajut d'un reflector de neutrons.
La relació matemàtica que descriu la capacitat de penetració de la radioactivitat en una substància és la següent:
{\displaystyle N=N_{o}e^{-MX}},
on N és el nombre de neutrons que hi penetren, {\displaystyle N_{o}} és nombre inicial irradiat, i {\displaystyle e^{-MX}} és un factor exponencial on M és el coeficient d'absorció i X l'espessor de la substància que és penetrada.

## Història
La invenció de la bomba de neutrons s'atribuïx a Samuel Cohen que la va desenvolupar el 1958 sota la direcció d'Edward Teller al Laboratori de Radiació de Lawrence de la Universitat de Califòrnia. El seu assaig es va autoritzar i va portar a terme en 1963 a Nevada. El seu desenvolupament va ser ajornat pel president Jimmy Carter el 1978 després de protestes en contra de la seva administració per plans de desplegar ogives a Europa. El president Ronald Reagan en va reiniciar la producció el 1981, que va romandre emmagatzemat als EUA fins que es van retirar el 1992. L'últim W70 va ser desmantellat el febrer de 1996.
Es van desplegar per primera vegada de manera operativa per a míssils antibalístics, però l'esclat de neutrons faria que les ogives properes sofressin una fissió parcial, evitant que explotessin correctament, i per evitar-ho, hauria d'explotar a uns 100 metres del seu objectiu. El primer exemple d'aquest sistema va ser el W66, utilitzat en el míssil Sprint utilitzat en el sistema Nike-X dels Estats Units. Es creu que l'equivalent soviètic, el míssil 53T6 de l'A-135, utilitza un disseny similar.
El 1999 el govern de la Xina anuncià que tenia la tecnologia necessària per a produir-ne. Així i tot encara no s'ha arribat a experimentar els efectes d'aquesta arma.